# Anopheles caroni
Anopheles caroni är en tvåvingeart som beskrevs av Adam 1961. Anopheles caroni ingår i släktet Anopheles och familjen stickmyggor.
Artens utbredningsområde är Kongo. Inga underarter finns listade i Catalogue of Life.